# کانون وکلای بین‌المللی
کانون وکلای بین‌المللی (به انگلیسی: IBA یا International Bar Association) که در سال ۱۹۴۷ تأسیس شده‌است، یک کانون وکلا متشکل از وکلا، متخصصان بین‌المللی حقوقی، کانون‌های وکلا و انجمن‌های حقوقی است. کانون وکلای بین‌المللی در حال حاضر عضویت بیش از ۸۰٬۰۰۰ وکیل و حقوق‌دان انفرادی و ۱۹۰ کانون وکلا و انجمن‌های حقوقی را دارد. دفتر مرکزی آن در لندن، انگلستان واقع شده‌است و دفاتر منطقه ای در واشینگتن، دی سی، سئول و سائو پائولو دارد.

## تاریخچه کانون وکلای بین‌المللی
نمایندگان ۳۴ کانون وکلا در ۱۷ فوریه ۱۹۴۷ در نیویورک جمع شدند و کانون وکلای بین‌المللی را ایجاد کردند. عضویت اولیه محدود به کانون‌های وکلا و انجمن‌های حقوقی بود اما در سال ۱۹۷۰، عضویت در آن به وکلا نیز اختصاص یافت. اعضای حرفه‌های حقوقی شامل وکلای دادگستری، اعضای دادگستری، کانون وکلای داخلی، وکلای دولت و دانشگاهیان و دانشجویان حقوق، اعضای کانون وکلای بین‌المللی را تشکیل می‌دهند.

## روابط با سایر سازمان‌های بین‌المللی
کانون وکلای بین‌المللی از سال ۱۹۴۷ در مجمع عمومی سازمان ملل متحد و شورای اقتصادی و اجتماعی سازمان ملل متحد (ECOSOC) دارای جایگاه ویژه مشاوره‌ای بوده‌است. در ۹ اکتبر ۲۰۱۲، تفاهم نامه‌ای را با سازمان توسعه و همکاری اقتصادی (OECD) امضا کرد. همچنین با سازمان توسعه و همکاری اقتصادی و دفتر مقابله با مواد مخدر و جرم سازمان ملل متحد (UNODC) در استراتژی مبارزه با فساد همکاری می‌کند. همچنین با سازمان‌های دیگری از جمله فدراسیون بین‌المللی حسابداران (IFAC) و سازمان بین‌المللی کارفرمایان (IOE) همکاری کرده‌است.

## ساختار کانون وکلای بین‌المللی
کانون وکلای بین‌المللی به دو بخش تقسیم می‌شود:
- بخش تمرین حقوقی (LPD)
- بخش منافع عمومی و حرفه‌ای (PPID)

در هر بخش کمیته‌ها و انجمن‌های مختلفی وجود دارد که این کمیته‌ها و انجمن‌ها نشریات منظمی را منتشر می‌کنند که به رویه حقوقی بین‌المللی متمرکز است. بخش منافع عمومی و حرفه‌ای شامل کمیسیون امور وکالت (BIC) و مؤسسه حقوق بشر بین‌المللی (IBAHRI) است: 
- کمیسیون امور وکالت در سال ۲۰۰۴ تأسیس شد و متشکل از نمایندگان کانون وکلا و انجمن‌های حقوقی در سراسر جهان است.[۱۳] مدیر اجرایی فعلی کانون وکلای بین‌المللی مارک الیس است.
- مؤسسه حقوق بشر بین‌المللی (IBAHRI) در سال ۱۹۹۵ به ریاست افتخاری نلسون ماندلا تأسیس شد. رسالت آن ترویج، محافظت و اجرای حقوق بشر تحت یک قاعده عادلانه قانون است. مؤسسه حقوق بشر بین‌المللی پروژه‌های مختلفی را در زمینه حقوق بشر و حاکمیت قانون به ویژه در رابطه با استقلال وکلا و حقوق محاکمه منصفانه در دست می‌گیرد.[۱۴][۱۵]

## آیین‌نامه‌ها و راهنمایی‌های مربوط به عمل قانونی
کانون وکلای بین‌المللی آیین‌نامه‌ها و راهنمایی‌هایی را دربارهٔ عمل حقوقی بین‌المللی صادر می‌کند. قوانین کانون وکلای بین‌المللی در مورد شواهد در داوری بین‌المللی(مصوب ۱۹۹۹ و اصلاح شده در سال ۲۰۱۰) توسط طرفین در داوری تجاری بین‌المللی استفاده می‌شود. همچنین دستورالعمل‌های کانون وکلای بین‌المللی در مورد تضاد منافع در داوری بین‌المللی، دستورالعمل‌های برای تهیه بندهای داوری بین‌المللی و اصول رفتار حرفه ای (۲۰۱۱) صادر کرده‌است.
- اصول اساسی سازمان ملل متحد درباره نقش وکلا (1990)
  - تضمین استقلال وکلا
  - حمایت از وکلا در برابر تهدید و آزار
  - حق دسترسی مردم به وکیل بین المللی برای دفاع مؤثر
- منشور حقوق و مسئولیت‌های وکلا (IBA Guidelines)
  - اخلاق حرفه‌ای و رازداری
  - تعارض منافع
  - رعایت حقوق بشر و آزادی‌های بنیادین
- آیین‌نامه‌های کانون وکلای بین‌المللی (IBA Regulations)
  - دستورالعمل حل‌وفصل اختلافات بین‌المللی
  - شیوه‌نامه‌های دفاع از متهمان در دادگاه‌های بین‌المللی
  - چارچوب استاندارد برای ارتباطات وکلا با موکلان خارجی
- قوانین و مقررات داوری بین‌المللی (UNCITRAL, ICC)
  - تنظیم قراردادها و حل اختلافات تجاری
  - آیین‌نامه‌های رسیدگی داوری
  - استانداردهای رفتار حرفه‌ای داوران
- حقوق بین‌الملل عمومی و خصوصی
  - کنوانسیون‌های ژنو و لاهه
  - قوانین حقوق بشر (ECHR، ICCPR)
  - مقررات مربوط به جرائم بین‌المللی (دیوان کیفری بین‌المللی)

## نیروهای وظیفه و گروه‌های اقدام
- گروه اقدام حاکمیت قانون[۲۰]
- کارگروه بحران مالی
- کارگروه تروریسم بین‌المللی

## جایزه وکالت بین‌المللی زن برجسته کانون وکلای بین‌المللی
کانون وکلای بین‌المللی جوایزی دارد که به یک وکیل زن برجسته اعطا می‌شود. این جایزه هر سال اهدا می‌شود و توسط لکسیس‌نکسیس حمایت مالی می‌شود. شامل اهدا ۵,۰۰۰ دلار آمریکا به برنده است.
دریافت کنندگان قبلی این جایزه شامل موارد زیر هستند:
- هلوی سیپیلو از فنلاند در سال ۲۰۰۱
- ناوی پیلائی از آفریقای جنوبی در سال ۲۰۰۳
- دنیانا کمچه از برمودا در سال ۲۰۰۶
- آن-ماری هاچینسون از انگلیس در سال ۲۰۱۰
- اولوفولکه سولانکه از نیجریه در سال ۲۰۱۲
- توکیا کانکاسا-مابولا از زامبیا در سال ۲۰۱۴
- کارول از فرانسه در سال ۲۰۱۶[۲۲]
- الویزا ماچادو د آلمیدا از برزیل در سال ۲۰۱۸[۲۳]

## عضویت ایران در کانون وکلای بین‌المللی
کانون وکلای دادگستری ایران در سال ۱۳۲۹ به عضویت کانون وکلای بین‌المللی درآمده است.
تا حال حاضر ۱۴۰۳ کانون دولتی وکلای قوۀ قضائیه به عضویت IBA پذیرفته نشده و تنها اسکودا و کانون وکلای سه استان عضو هستند .

## مقررات رفتاری بین‌المللی کانون وکلای بین‌المللی
1. وکیلی که یک کار حرفه ای را در حوزه قضایی کشوری که عضویت دائم در کانون آن محل را ندارد برعهده می‌گیرد باید آگاه نسبت به استانداردهای اخلاقی و رفتاری شغلی در آن حوزه باشد. او همچنین باید تمامی استانداردهای اخلاقی و رفتاری را که به موجب قوانین کشوری که او در آنجا فعالیت می‌نماید مقرر شده را نیز رعایت نماید.
2. وکلا باید در همه حال عزت و جایگاه حرفه ای خود را حفظ نمایند. آنها باید در کار حرفه ای و همچنین در زندگی خصوصی، از هر گونه رفتاری که ممکن است منجر به بی‌اعتباری شغل وکالت شود پرهیز نمایند.
3. وکلا باید استقلال خود را در ادای وظایف حرفه ای حفظ کنند. وکلایی که به تنهایی یا گروهی (در جایی که مجاز است) فعالیت می‌نمایند، باید از اشتغال یا تجارت دیگری که ممکن است به استقلال آنان خدشه وارد آورد احتراز نمایند.
4. وکلا باید با همکاران حرفه ای خود با حداکثر حسن نیت و خوشرویی رفتار نمایند. وکلایی که با وکلای خارجی همکاری می‌کنند، باید در برخورد خود با آنها همانند همکاران داخلی، همیشه به نحوی عمل نمایند که همکار خارجی به آنها اعتماد کامل داشته باشد؛ بنابراین در این موارد مسئولیت وی سنگین تر است، هم‌زمانی که مشاوره می‌دهند و هم هنگامی که پرونده ای را بر عهده دارند. به همین دلیل برای وکلا مناسب نیست در این رابطه پرونده ای را بپذیرند مگر اینکه آنها بتوانند آن را به سرعت و با شایستگی، بدون آنکه به پرونده‌های دیگری که دارند لطمه ای وارد شود، به انجام برسانند.
5. به جز جایی که در آن قانون یا عرف به شکل دیگری مقرر ننموده، هر گونه ارتباط شفاهی یا کتبی بین وکلا در خصوص مسائل مرتبط با پرونده باید همراه با امانت داری و رازداری باشد، مگر اینکه از سوی موکل وعده یا اقراری مشخص در آن وجود داشته باشد.
6. وکلا باید همواره نسبت به دادگاه رعایت احترام را نمایند. وکلا باید بدون ترس بدون توجه به هر گونه عواقب ناخوشایندی که ممکن است به خود یا به هر شخص دیگر وارد خواهد آمد به دفاع از منافع موکلین خود بپردازند. وکلا هرگز نباید آگاهانه به دادگاه اطلاعات یا مشاوره نادرستی بر خلاف دانش حقوقی خود بدهند.
7. این برای وکلا مناسب نیست که در خصوص یک پرونده مشخص به‌طور مستقیم با فردی که می‌دانند ممکن است در پرونده توسط وکیل دیگری به نمایندگی حضور بیابد بدون رضایت وکیل اخیر ارتباط برقرار نمایند.
8. یک وکیل نباید به تبلیغات بپردازد یا درخواست کار نماید مگر تا محدوده و شبوه ای که مقررات داخلی کانون وکلای کشوری که آن وکیل عضو دائم آن می‌باشد مجاز دانسته‌است. وکلا نباید تبلیغات یا درخواست کار در کشوری که در آن چنین تبلیغاتی و درخواستی ممنوع است انجام دهند.
9. یک وکیل هرگز نباید قبول وکالت در پرونده ای نماید مگر اینکه: (الف) موکل مستقیماً به وی وکالت دهد، و یا، (ب) پرونده توسط یک نهاد صالح به وی ارجاع شده باشد یا توسط وکیل دیگری به ایشان وکالت داده شود، یا (ج) وکالت به هر شیوه ای که به موجب قوانین و مقررات داخلی مجاز دانسته شده به وی داده شود.
10. وکلا باید خدمات حقوقی خود را در همه حال صادقانه و با وسواس و دقت و سعی و کوشش وافر به موکلین خود ارائه دهند. همچنین این امر در خصوص وکلای معاضدتی نیز صادق است. وکلا باید در هر زمان برای کناره‌گیری از دفاع در پرونده آزاد باشند، مگر اینکه توسط یک مرجع صالح پرونده به آنها ارجاع شده باشد. وکلا باید تنها به معاذیر موجه از ادامه دفاع در پرونده انصراف دهند و تا آنجائیکه ممکن است باید به شیوه ای باشد که منافع موکل از آن تأثیرات منفی نپذیرد. دفاع شایسته و استوار از پرونده نباید هرگز به تبع منافع یا امتیازات موکل موجب خروج وکیل از دفاع صادقانه گردد.
11. وکلا باید زمانی که منافع موکل اقتضا دارد در خارج از دادگاه از طریق سایر شیوه‌های حل و فصل به جای شروع فرایند قضایی در جهت دستیابی به توافق تلاش نمایند. وکلا هرگز نباید محرک به طرح دعوی باشند.
12. وکلا نباید منافع مالی از پرونده ای که که آنها در حال وکالت آن هستند به دست آوردند. همچنین نباید به‌طور مستقیم یا غیر مستقیم، مالی را از چیزی که در خصوص آن وکالت در دادگاه را بر عهده دارند به دست بیاورند.
13. وکلا هرگز نباید نماینده دارندگان حقوق متعارض باشند. در موضوعات غیر ترافعی، وکلا تنها بعد از این که تمامی اختلافات یا اختلافات احتمالی بر سر منافع همه طرف‌های اختلاف مشخص شد و تنها با رضایت آنها می‌توانند نمایندگی تمامی طرفین را بپذیرند.
14. وکلا هرگز نباید آنچه را که به ایشان به عنوان وکیل در حوزه صلاحیتشان اظهار شده حتی پس از عزل آنها، افشا نمایند، مگر اینکه به‌طور قانونی توسط دادگاه مکلف به این کار شوند یا الزام قانونی در این خصوص وجود داشته باشد. این تکلیف نسبت وکلای جوانی که دستیار آنان هستند و کارمندان آنها نیز تعمیم می‌یابد.
15. در مسائل مالی وکلا باید بسیار دقیق و سخت کوش باشند. آنها هرگز نباید مال دیگران را با سرمایه خود ممزوج نماید و آنها باید در هر زمانی قادر به بازپرداخت پولی که در نزد آنان توسط دیگران سپرده شده باشند. آنها نباید پولی که متعلق به موکلین است بیش از زمان متعارف و مورد نیاز در نزد خود نگه دارند.
16. وکلا ممکن است نیازمند وجهی بابت هزینه‌ها باشند، این پرداختی باید منطبق با مبالغ تقریبی برای دادرسی و هزینه‌های احتمالی و نیروی کار مورد نیاز باشد.
17. وکلا هرگز نباید فراموش کنند که آنها باید منافع موکل خود و ضرورت اجرای عدالت را اولویت خود قراردهند نه حقوق خود نسبت به خدمات حقوقی ارائه شده. حق وکیل برای درخواست وجه یا تقاضای پرداخت هزینه‌ها و تعهدات جانبی، هزینه‌های ناشی از عزل و انصراف از ادامه دریافت خدمات حقوقی، هرگز نباید زمانی که موکل قادر به پیدا کردن کمک دیگری برای جلوگیری از آسیب‌های جبران ناپذیر نمی‌باشد صورت پذیرد.
18. در صورت فقدان یا قابل اعمال نبودن تعرفه‌های رسمی، حق‌الوکاله وکیل باید بر اساس میزان خواسته و منافع دریافتی موکل، زمان و فعالیتی که برای پرونده اختصاص داده شده و سایر ویژگیهای شخصی و عینی پرونده تعیین گردد.
19. قرارداد برای هزینه‌های محتمل، که توسط قانون یا توسط قواعد و رویه حرفه ای مورد تضمین قرار گرفته‌است، باید در پرتو کلیه اوضاع احوال حاکم بر پرونده از جمله خطرات و تردیدها یا خسارات احتمالی به نحو متعارف و تحت نظارت یک دادگاه تنظیم گردد.
20. وکلایی که یک همکار خارجی را برای مشاوره در پرونده یا همکاری در دفاع خواستار می‌شوند، به جز در جایی که توافق به نحو دیگری وجود دارد، مسئول پرداخت هزینه‌های وکیل اخیر می‌باشند. هنگامی که وکلا به‌طور مستقیم موکل را به همکار خارجی هدایت می‌نمایند آنها دیگر مسئول پرداخت هزینه‌ها به وکیل مذکور نیستند و همچنین مستحق سهمی از حق‌الوکاله همکار خارجی نیز نمی‌باشند.
21. وکلا نباید اجازه دهند افرادی که مجوز قانونی برای و کالت ندارند از خدمات حقوقی آنان یا نام آنان به نحوی که آنان را قادر به فعالیت وکالتی نماید استفاده کنند. وکلا نباید وظیفه ای را که براساس قانون یا عرف کشوری که آنها در آنجا فعالیت می‌نمایند باید تنها توسط وکلای واجد شرایط انجام پذیرد، به فردی که از نظر قانونی واجد شرایط نیست و در استخدام و تحت کنترل آنها نیز نمی‌باشد بسپارد.
22. این امری غیراخلاقی برای وکلا نیست که مسئولیت شغلی خود را مطابق قواعد کانون وکلای محلی خود و درجایی که موانع قانونی یا اساسی وجود ندارد محدود یا مستثنی نمایند.